# Missão Schweinfurt-Regensburg

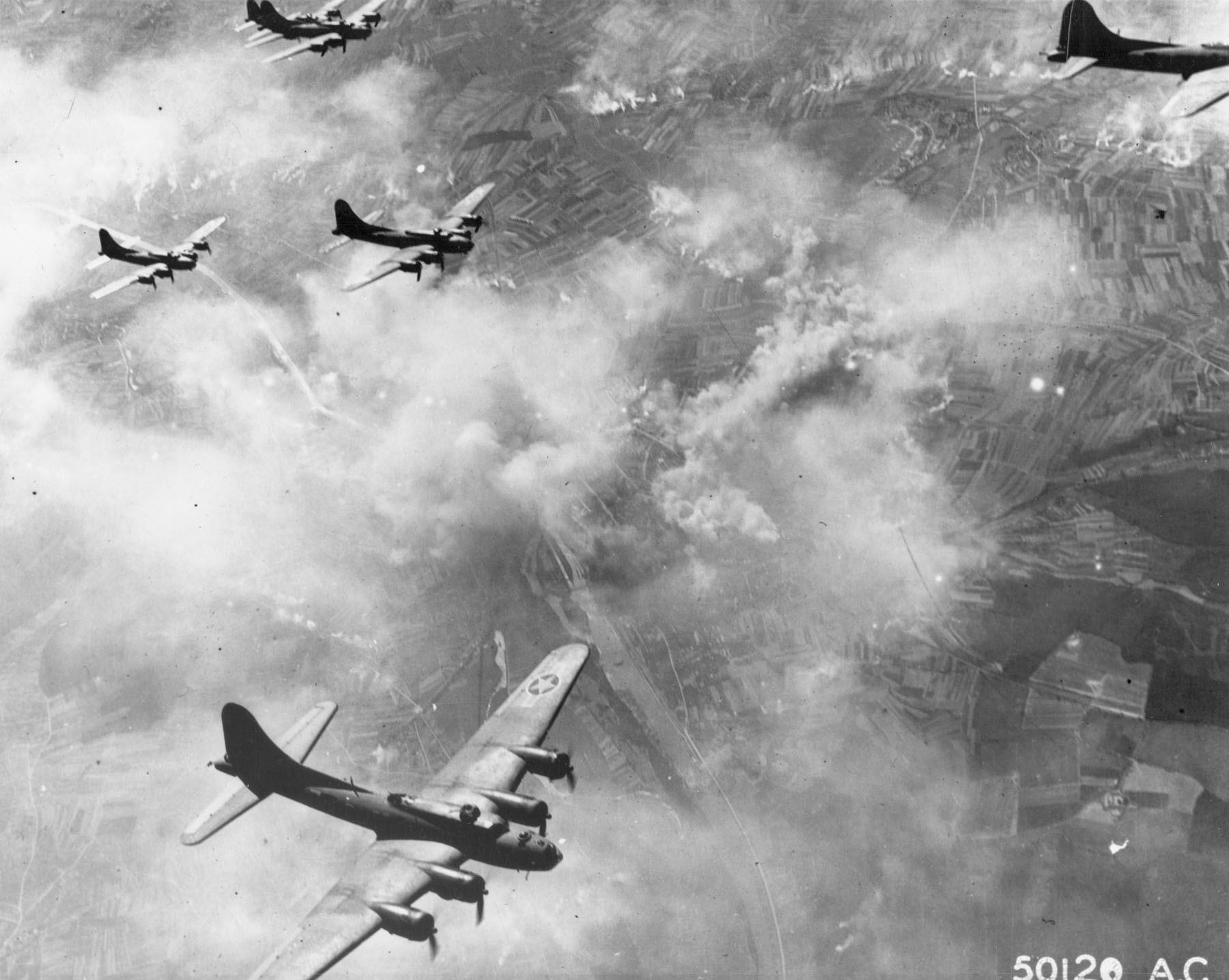
Missão Schweinfurt-Regensburg

A missão Schweinfurt-Regensburg foi uma missão de bombardeio estratégico durante a Segunda Guerra Mundial realizada por bombardeiros pesados Boeing B-17 Flying Fortress das Forças Aéreas do Exército dos EUA em 17 de agosto de 1943. A missão era um plano ambicioso para paralisar a indústria aeronáutica alemã; também era conhecida como "missão de ataque duplo" porque envolvia duas grandes forças de bombardeiros atacando alvos separados para dispersar a reação dos caças da Luftwaffe. Foi também a primeira missão na qual toda ou parte de uma missão pousou em um campo diferente e posteriormente bombardeou outro alvo antes de retornar à sua base.

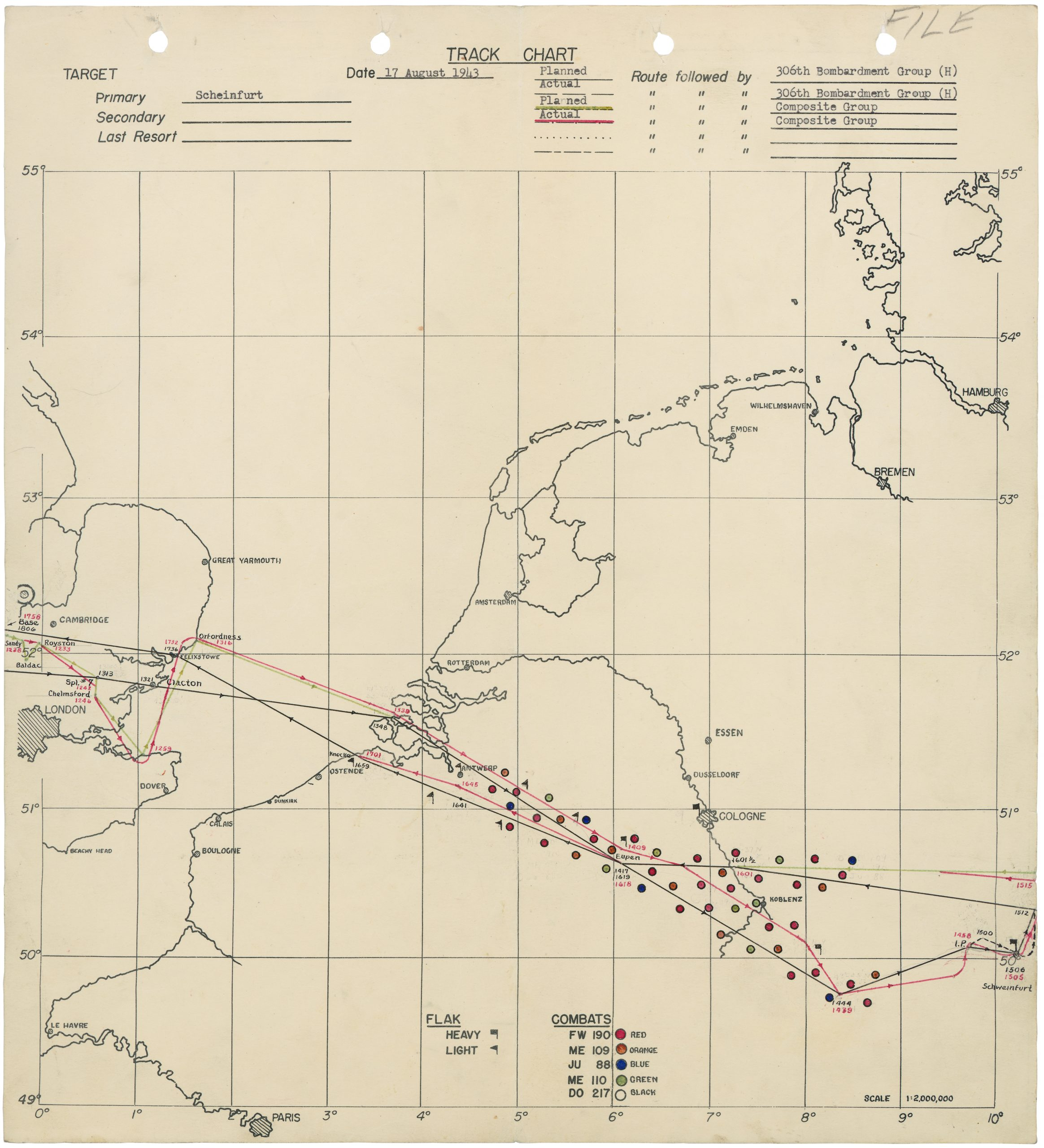
Gráfico da rota da missão Schweinfurt-Regensburg

Depois de ser adiada várias vezes por causa do clima desfavorável, a operação, conhecida dentro da Oitava Força Aérea como "Missão nº 84", foi realizada no aniversário do primeiro ataque diurno da Oitava Força Aérea.

A missão nº 84 foi um ataque de 376 bombardeiros de 16 grupos de bombas contra a indústria pesada alemã, muito além do alcance dos caças de escolta. A missão infligiu grandes danos ao alvo de Regensburg, mas com perdas catastróficas para a força, com 60 bombardeiros perdidos e muitos mais danificados além do reparo econômico. Como resultado, a Oitava Força Aérea foi incapaz de prosseguir imediatamente com um segundo ataque que poderia ter prejudicado seriamente a indústria alemã. Quando Schweinfurt foi finalmente atacado novamente dois meses depois, a falta de escolta de caças de longo alcance ainda não havia sido resolvida e as perdas foram ainda maiores. Como consequência, o bombardeio estratégico de penetração profunda foi reduzido por cinco meses.
Assim que as fotos de reconhecimento foram recebidas na noite do dia 17, os generais Eaker e Anderson souberam que o ataque a Schweinfurt havia sido um fracasso. Os excelentes resultados em Regensburg foram um pequeno consolo para a perda de 60 B-17s. Os resultados do bombardeio foram exagerados e as altas perdas foram bem disfarçadas nos relatórios pós-missão. Todos os que voaram na missão enfatizaram a importância das escoltas na redução das perdas; os planejadores perceberam apenas que Schweinfurt teria de ser bombardeado novamente, em breve, em outra missão de penetração profunda e sem escolta. —Donald  Caldwell